# Kiến Quốc, Ninh Giang
Kiến Quốc là một xã thuộc huyện Ninh Giang, tỉnh Hải Dương, Việt Nam.
Xã có diện tích 5,46 km², dân số năm 1999 là 6.949 người, mật độ dân số đạt 1.273 người/km².

## Địa lý
Kiến Quốc là xã vùng chiêm trũng nằm ở phía nam huyện Ninh Giang bên bờ sông Luộc. Xã có vị trí địa lý:
- Phía bắc giáp với xã Đông Xuyên và xã Ninh Hải
- Phía tây giáp với xã Tân Phong và xã Hồng Phúc
- Phía nam giáp với xã Quỳnh Hoa, huyện Quỳnh Phụ, tỉnh Thái Bình
- Phía đông giáp với xã Hiệp Lực.

## Hành chính
Xã Kiến Quốc gồm có 5 thôn: Ngọc Chi (trước là Ngọc Điều), An Cúc, Lũng Quý, Cúc Bồ và Cúc Thị. Trong đó các địa danh: Cúc Bồ, Cúc Thị chỉ mới xuất hiện từ giữa thập niên 1890 (thời vua Thành Thái).

## Giao thông
Các tuyến, hệ thống giao thông quan trọng qua xã Kiến Quốc:
- Tỉnh lộ 396: đi Thanh Miện, Tứ Kỳ...
- Đường sông: nằm bên bờ tả ngạn sông Luộc.

## Văn hóa
Di tích đền Cúc Bồ ở thôn Cúc Bồ thờ Khúc Thừa Dụ tại nguyên quán. Đây là di tích đã được xếp hạng cấp quốc gia.

## Kinh tế
Kiến Quốc là một xã thuần nông. Kinh tế chủ yếu dựa vào sản xuất nông nghiệp cấy lúa trồng trọt, chăn nuôi, gia cầm. Ngoài sản xuất nông nghiệp, ở thôn Cúc Bồ còn có nghề mộc dân dụng, làm và sửa chữa đình chùa, thợ mộc. Thôn Cúc Thị một số hộ có nghề chế biến thực phẩm như bún bánh, giò chả.

## Thành hoàng làng Cúc Bồ
Thành hoàng làng Cúc Bồ được thờ ở đình Cúc Bồ là: Dương Trinh Hiển (là tướng quân của Lý Thường Kiệt ) và vợ của ngài là Thiên Cực Đoan Lượng.